# 林查區
12°47′59″S 75°40′02″W / 12.7998°S 75.6672°W
林查區（西班牙語：Distrito de Lincha），是秘魯的一個區，位於該國中南部利馬大區的堯約斯省，始建於1959年7月7日，面積221.2平方公里，海拔高度3,458米，2005年人口896，人口密度每平方公里4.1人。